# جرافینیانا
جرافینیانا (به ایتالیایی: گرافینیانا) یک کومونه در ایتالیا است که در استان لودی واقع شده‌است.

## خصوصیات
جرافینیانا ۱۰٫۷ کیلومترمربع مساحت و ۲٬۶۱۵ نفر جمعیت دارد.